# تومي بلوم
تومي بلوم (بالسويدية: Tommy Blom)‏ هو مغني سويدي، ولد في 3 مارس 1947 في أورغريت فورساملينج ‏ في السويد، وتوفي في 25 مايو 2014 في Katarina Parish ‏ في السويد بسبب سرطان.

## وصلات خارجية
- تومي بلوم على موقع IMDb (الإنجليزية)
- تومي بلوم على موقع روتن توميتوز (الإنجليزية)
- تومي بلوم على موقع ميوزك برينز (الإنجليزية)
- تومي بلوم على موقع أول موفي (الإنجليزية)
- تومي بلوم على موقع قاعدة بيانات الأفلام السويدية (السويدية)
- تومي بلوم على موقع قاعدة بيانات الفيلم (الإنجليزية)